# Alexander Payne
Alexander Payne, właśc. Alexander Payne Constantine (ur. 10 lutego 1961 w Omaha w stanie Nebraska) – amerykański reżyser, scenarzysta i producent filmowy pochodzenia greckiego.
Zdobywca dwóch Oscarów za najlepszy scenariusz adaptowany do filmów Bezdroża (2004) i Spadkobiercy (2011). Oba filmy przyniosły mu także nominacje za reżyserię. Ponadto był nominowany za scenariusz do filmu Wybory (1999) i reżyserię obrazu Nebraska (2013).
Przewodniczył jury sekcji „Un Certain Regard” na 58. MFF w Cannes (2005). Zasiadał również w jury konkursu głównego na 65. MFF w Cannes (2012).

## Życie prywatne
Przez blisko 4 lata (od 1 stycznia 2003 do 21 grudnia 2006) jego żoną była aktorka Sandra Oh, znana z serialu Chirurdzy. Związek zakończył się rozwodem.

## Filmografia

### Reżyser
- Złe i gorsze (1996)
- Wybory (1999)
- Schmidt (2002)
- Bezdroża (2004)
- Zakochany Paryż (2006); jeden z 20 reżyserów
- Spadkobiercy (2011)
- Nebraska (2013)
- Pomniejszenie (2017)
- Przesilenie zimowe (2024)

### scenarzysta
- Złe i gorsze (1996)
- Wybory (1999)
- Park Jurajski III (2001)
- Schmidt (2002)
- Bezdroża (2004)
- Zakochany Paryż (2006)
- Państwo młodzi: Chuck i Larry (2007)
- Spadkobiercy (2011)
- Pomniejszenie (2017)